# Cyprinion acinaces
Cyprinion acinaces és una espècie de peix cipriniforme de la família dels ciprínids.